# 威斯特伐利亞鎮區 (安德森縣)
威斯特伐利亞鎮區（英語：Westphalia Township）為位在美國堪薩斯州安德森縣的鎮區。2010年美国人口普查中該鎮區人口有372人。

## 地理
威斯特伐利亞鎮區涵蓋面積134.0平方（51.7平方英里），境內擁有一座城鎮：威斯特伐利亞。根據美國地質調查局的資料，此鎮區僅有1座墓園：聖特雷莎墓園（Saint Teresa Cemetery）。
該鎮區有切里溪（Cherry Creek）等溪流通過。

## 人口統計
根據2010年美國人口普查，威斯特伐利亞鎮區人口有372人，人口密度為2.78人/平方公里。種族組成方面，95.43%為白人；0.81%為非裔美洲人；0.81%為美洲原住民；0%為亞洲人；0%為太平洋島民；0.27%為來自其他種族；另外有2.69%來自兩個或以上的種族。而西班牙裔美國人或拉丁美洲人等其他族裔佔該鎮區人口的1.08%。

## 外部連結
- US-Counties.com
- City-Data.com （页面存档备份，存于）